# Elmer Ferrufino
Elmer Ferrufino Orellana (Sucre, 29 de octubre de 1987) es un futbolista boliviano. Juega como defensa.

## Clubes
| Club                   | País    | Año         |
| ---------------------- | ------- | ----------- |
| Universitario de Sucre | Bolivia | 2006 - 2008 |
| Aurora                 | Bolivia | 2009        |
| Fancesa                | Bolivia | 2010        |
| Universitario de Sucre | Bolivia | 2011 - 2015 |
| Fancesa                | Bolivia | 2016 - 2018 |
| Universitario de Sucre | Bolivia | 2019        |

## Palmarés

### Títulos nacionales
| Título           | Club                   | País    | Año           |
| ---------------- | ---------------------- | ------- | ------------- |
| Primera División | Universitario de Sucre | Bolivia | Apertura 2008 |
| Primera División | Universitario de Sucre | Bolivia | Clausura 2014 |